# Erythroxylum argentinum
Erythroxylum argentinum är en tvåhjärtbladig växtart som beskrevs av Otto Eugen Schulz. Erythroxylum argentinum ingår i släktet Erythroxylum och familjen Erythroxylaceae. Inga underarter finns listade i Catalogue of Life.